# Paul Drayton
Otis Paul (Paul) Drayton (Glen Cove, 8 mei 1939 - Cleveland (Ohio), 2 maart 2010) was een Amerikaans atleet, die gespecialiseerd was in de sprint. Hij nam eenmaal deel aan de Olympische Spelen, werd bij die gelegenheid olympisch kampioen op de 4 x 100 m estafette en veroverde zilver op de 200 m. Ook verbeterde hij tweemaal het wereldrecord op de 4 x 100 m estafette.

## Biografie
In 1961, 1962 en 1963 zegevierde Drayton op de Amerikaanse kampioenschappen op de 220 yd en in 1961 was hij ook lid van de estafetteploeg die in Moskou in 39,1 s een wereldrecord vestigde op de 4 x 100 m estafette. Het Amerikaanse team bestond verder uit Hayes Jones, Francis Budd en Charles Frazier. In 1962 evenaarde hij het wereldrecord op de 200 m met 20,5.
Op de Olympische Spelen van 1964 in Tokio liep Paul Drayton in de halve finale van de 200 m een olympisch record in 20,5. In de finale evenaarde hij deze tijd, maar won er toch 'slechts' de zilveren medaille mee, omdat zijn landgenoot Henry Carr hem in 20,3 aftroefde. Op de 4 x 100 m estafette had hij meer succes. Samen met zijn teamgenoten Gerald Ashworth, Richard Stebbins en Bob Hayes snelde hij naar de gouden plak, waarbij het wereldrecord werd verbeterd tot 39,0.
Drayton stierf op 70-jarige leeftijd aan kanker. Hij werd begraven in Rittman (Ohio Western Reserve National Cemetery).

## Titels
- Olympisch kampioen 4 x 100 m - 1964
- Amerikaans kampioen 220 yd - 1961, 1962, 1963

## Persoonlijke records
| Onderdeel | Prestatie | Jaar |
| --------- | --------- | ---- |
| 100 yd    | 9,3 s     | 1961 |
| 100 m     | 10,2 s    | 1962 |
| 200 m     | 20,55 s   | 1962 |
| 440 yd    | 47,2 s    | 1964 |

## Palmares

### 200 m
- 1964:  OS - 20,5 s

### 220 yd
- 1961:  Amerikaanse kamp. - 21,0 s (RW)
- 1962:  Amerikaanse kamp. - 20,67 s
- 1964:  Amerikaanse kamp. - 20,69 s (RW)

### 4 x 100 m
- 1964:  OS - 39,0 s (WR)

1912: Jacobs, Macintosh, d'Arcy, Applegarth ·
1920: Paddock, Scholz, Murchison, Kirksey ·
1924: Clarke, Hussey, Leconey, Murchison ·
1928: Wykoff, Quinn, Borah, Russell ·
1932: Kiesel, Toppino, Dyer, Wykoff ·
1936: Owens, Metcalfe, Draper, Wykoff ·
1948: Ewell, Wright, Dillard, Patton ·
1952: Smith, Dillard, Remigino, Stanfield ·
1956: Murchison, King, Baker, Morrow ·
1960: Cullmann, Hary, Mahlendorf, Lauer ·
1964: Drayton, Ashworth, Stebbins, Hayes ·
1968: Greene, Pender, Smith, Hines ·
1972: Black, Taylor, Tinker, Hart ·
1976: Glance, Jones, Hampton, Riddick ·
1980: Moeravjov, Sidorov, Prokofjev, Aksinin ·
1984: Graddy, Brown, Smith, Lewis ·
1988: Bryzgin, Krylov, Moeravjov, Savin ·
1992: Marsh, Burrell, Mitchell, Lewis ·
1996: Esmie, Gilbert, Surin, Bailey ·
2000: Drummond, Williams, Lewis, Greene ·
2004: Gardener, Campbell, Devonish, Lewis-Francis ·
2008: Bledman, Burns, Callender, Thompson ·
2012: Carter, Frater, Blake, Bolt ·
2016: Powell, Blake, Ashmeade, Bolt ·
2020: Desalu, Jacobs, Patta, Tortu ·
2024: Brown, Blake, Rodney, De Grasse